# Mychonia albitumida
Mychonia albitumida är en fjärilsart som beskrevs av W. Warren 1900. Mychonia albitumida ingår i släktet Mychonia och familjen mätare. Inga underarter finns listade i Catalogue of Life.